# Бумбегер
Бумбегер (монг. Бөмбөгөр; рус. Круглый) — сомон аймака Баянхонгор в Южной Монголии, площадь которого составляет 3 044 км². Численность населения по данным 2006 года составила 2 584 человек.